# کریس لبن
کریس لبن (انگلیسی: Chris Leben؛ زادهٔ ۲۱ ژوئیهٔ ۱۹۸۰) ورزشکار هنرهای رزمی ترکیبی اهل ایالات متحده آمریکا است.